# Żuk gnojowy
Żuk gnojowy (Geotrupes (Geotrupes) stercorarius) – chrząszcz z rodziny gnojarzowatych i podrodziny Geotrupinae.

## Opis
Ciało owalne, sklepione, długości 16 do 25 mm, z wierzchu czarne lub czarnozielone, pod spodem niebieskofioletowe, niebieskie bądź niebieskoczarne. Głowa z guzkiem w części środkowej. Przedplecze z dużymi punktami po bokach. Pokrywy o międzyrzędach słabo wypukłych i delikatnie poprzecznie pomarszczonych, a rzędach głęboko punktowanych. Samiec posiada na spodniej listwie przednich goleni 1 do 3 zębów lub guzków, a na tylnych udach dwa zęby. Samica w tych miejscach nie posiada ząbków. Od innych polskich przedstawicieli rodzaju Geotrupes odróżnia go na pokrywach 7 punktowanych rzędów,  sternity odwłoka na całej   powierzchni są owłosione i punktowane.

## Zachowanie
Gatunek ten wykazuje dużą troskę o potomstwo. Obie płcie przygotowują gniazdo, kopiąc najpierw pionowy korytarz długości około 50 cm, a następnie boczne odgałęzienia długości około 20 cm, zakończone komorami gniazdowymi. Całość zostaje następnie zapełniona końskimi odchodami, po czym złożone zostają do niej jaja. Od złożenia jaj do przepoczwarczenia się chrząszczy mijają blisko dwa sezony. Owady dorosłe wylęgające się w lipcu pozostają pod ziemią do wiosny następnego roku.

## Występowanie
Zamieszkuje całą Europę, Syberię oraz Japonię. W Polsce często spotykany na polanach i pastwiskach.